# Jabal Xammar
Jibal Xammar o muntanyes Xammar (àrab: جِبَال شَمَّر, Jibāl Xammar) són unes muntanyes del nord de l'Aràbia Saudita. Antigament s'anomenava Jabal Tayyi i va agafar el nom de la tribu (o més aviat de la confederació tribal) dels Banu Xammar que es van establir a la zona al segle xvi foragitant a un cap local anomenat Bahidj. Fou el centre de l'emirat de Jabal Xammar, conegut també com a emirat d'Hail del nom de la capital de l'emirat, de la dinastia Al Raixid, que coexistia amb el xeics de les gran tribus.
Vegeu: Hail i Emirat d'Hail.